# Матенадаран
Музей-институт древних рукописей имени Месропа Маштоца (арм. Մեսրոպ Մաշտոցի անվան հնագույն ձեռագրերի թանգարան-ինստիտուտ), или просто Матенадара́н (арм. Մատենադարանо файле) — расположенный в Ереване научно-исследовательский центр, являющийся одним из крупнейших хранилищ рукописей в мире и крупнейшим хранилищем древнеармянских рукописей. При институте действует открытый для посетителей музей.
С момента основания коллекция Матенадарана постепенно расширялась, в основном за счет индивидуальных пожертвований. Одна из самых выдающихся достопримечательностей Еревана, она названа в честь Месропа Маштоца, учёного-языковеда, создателя армянского алфавита, чья статуя стоит перед основным зданием. Коллекция Матенадарана включена в реестр программы ЮНЕСКО «Память мира».

## История

### Предшественники Матенадарана
Слово «матенадаран» в переводе с армянского означает хранилище рукописей. Институт Матенадаран был создан на базе национализированной в 1920 году коллекции рукописей Эчмиадзинского монастыря. Начало создания этой коллекции датируется V веком и связано с Месропом Маштоцем (ок. 361—440), создателем армянской письменности. Уже в V веке Лазарь Парпеци сообщает, что при Эчмиадзинском монастыре существует книгохранилище. Хранилища рукописей существовали в крупных монастырях средневековой Армении, таких как Ахпат, Санаин, Сагмосаванк, Татев, Гегард, Кечарис, Ромкла и Бардзраберд. В некоторых случаях монастырские комплексы имели отдельные сооружения как хранилища рукописей. Иногда рукописи переносили в пещеры, чтобы избежать уничтожения иноземными захватчиками. Тысячи рукописей в Армении были уничтожены на протяжении X-XV веков во время тюркских и монгольских нашествий. По мнению средневекового армянского историка Степаноса Орбеляна, турки-сельджуки несут ответственность за сожжение более 10 000 армянских рукописей в Багаберде в 1170 году.
Поскольку Армения была постоянным полем битвы, матенадаран в Эчмиадзине несколько раз подвергался разграблению, последний из которых произошел в 1804 году, во время Русско-персидской войны. Вхождение Восточной Армении в состав России к 1828 году обеспечило сохранность оставшихся рукописей. Если в 1828 году хранители матенадарана каталогизировали коллекцию всего из 1809 рукописей, то в 1863 году коллекция увеличилась до 2340 рукописей, а в 1892 году до 3338 рукописей. Перед Первой мировой войной, в 1914 году, собрание достигло 4660 рукописей. Коллекцию отправили на хранение в Москву, поскольку Эчмиадзин находился недалеко от зоны боевых действий.
Тысячи армянских рукописей были уничтожены во время геноцида в Османской империи.

### Нынешний Матенадаран
Эчмиадзинский матенадаран был объявлен государственной собственностью 17 декабря 1929 г. В 1939 г. коллекция была перевезена из Эчмиадзина в Ереван. Современное здание Матенадарана было построено в 1959 г. по проекту архитектора Марка Григоряна. В 1984 г. был издан первый том общего каталога коллекции Матенадарана.
В 2015 году рядом с Гандзарским монастырем в Республике Арцах был открыт филиал Матенадарана.

Из всех научных и образовательных учреждений Армении самый престижный статус был закреплен за Матенадараном. В советские времена, в отличие от других научных заведений, он был выделен из академической системы и поставлен под непосредственный контроль Совета Министров. Согласно Жан-Пьер Маэ Матенадаран получил звание «первоклассного музея», так же, как и ленинградский Эрмитаж. С одинаковым энтузиазмом его посещали коренные жители, армяне из диаспоры и иностранные гости. Согласно ему же:
Сохраненные от исхода к исходу, спасенные продолжающегося более ста лет геноцида, после уничтожения культурного наследия в Нахиджеване и армянских церквей в Анатолии, эти драгоценные книги свидетельствуют о названиях и местонахождении деревень и монастырей, а также населении истребленном на землях своих предков. Их можно сравнить с костями древних царей, которые, согласно Бузандарану, царь Шапур пытался украсть, чтобы лишить Армению ее славы

## Фонды
По состоянию на 2015 год, фонды Матенадарана насчитывают более 17 тыс. древних рукописей и более 100 тыс. старинных архивных документов. Наряду с армянскими рукописями (11230 полноценных и 2200 фрагментарных), здесь хранится более 3000 рукописей на русском, иврите, латыни, арабском, сирийском, греческом, грузинском, индийском, японском, персидском, азербайджанском и других языках. В фондах музея хранятся 2281 старопечатных (до 1800 года) книг. В настоящее время коллекция продолжает пополняться — значительный вклад в её расширение вносят представители армянской диаспоры в Европе, США и т. д.
Коллекция Матенадарана является ценной научно-исторической базой для изучения истории и культуры Армении, а также соседних народов Кавказа, Ближнего и Среднего Востока. В Институте хранятся рукописи V—XVIII веков, а также уникальная коллекция первопечатных и старопечатных армянских книг XVI—XVIII веков, сочинения древних и средневековых армянских историков, писателей, философов, математиков, географов, врачей, переводы на армянский трудов древнегреческих, сирийских, арабских и латинских учёных, в том числе ряд сочинений, не сохранившихся на языке оригинала. В музее Института экспонируются многочисленные образцы древнеармянской письменности и книжной миниатюры. Многие рукописи представляют большую художественную ценность, среди которых «Лазаревское евангелие» (887 г.), «Эчмиадзинское евангелие» (989 г.), «Евангелие Мугни» (XI в.), «Книга скорбных песнопений» Григора Нарекаци с миниатюрами Григора Мличеци (1173 год) и т. д..
В Матенадаране ведется научно-исследовательская работа по изучению и публикации памятников армянской письменности, исследованию проблем текстологии, источниковедения, палеографии, средневековой книжной живописи, историографии, научные переводы памятников на русский и другие языки. С 1940 г. издаётся сборник «Банбер Матенадарани» («Вестник Матенадарана») на армянском языке с резюме на русском и французском языках.

## Список директоров Матенадарана
- 1940—1952: Г. А. Абов
- 1954—1982: Л. С. Хачикян
- 1982—2007: C. C. Аревшатян
- 2007—2016: Г. Г. Тамразян
- 2018—2023 (?): В. А. Тер-Гевондян
- 2023—н. в.: А. Э. Хзмалян

## Галерея

Армянские рукописи
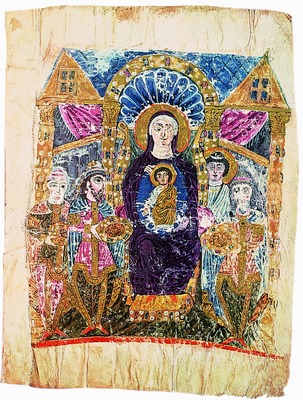
Эчмиадзинское Евангелие, VI–VII век
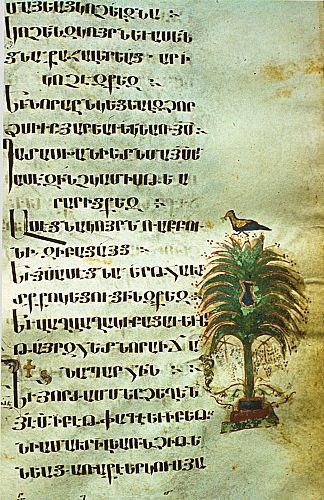
Евангелие, 989 год
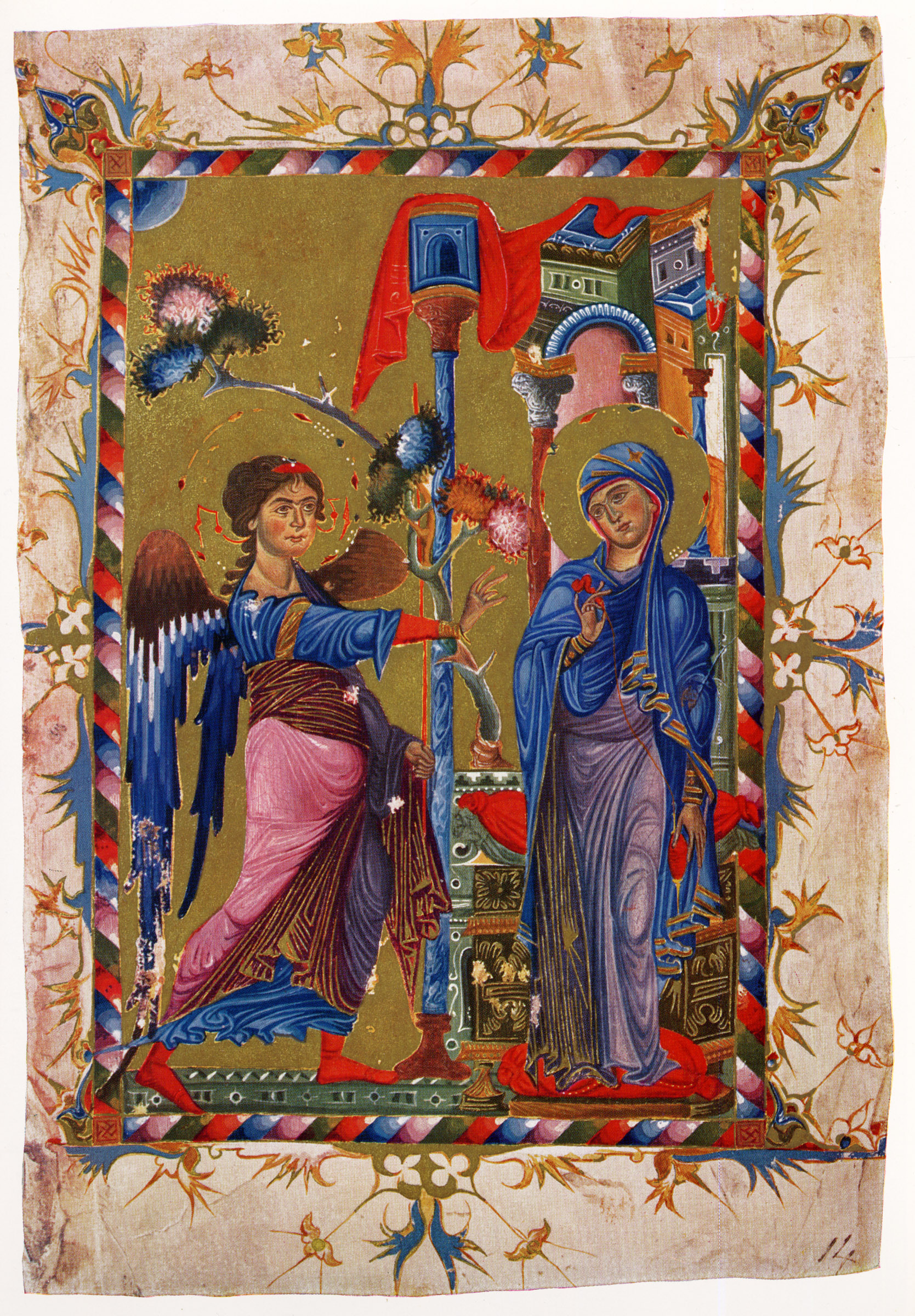
Благовещение. Евангелие XIII века
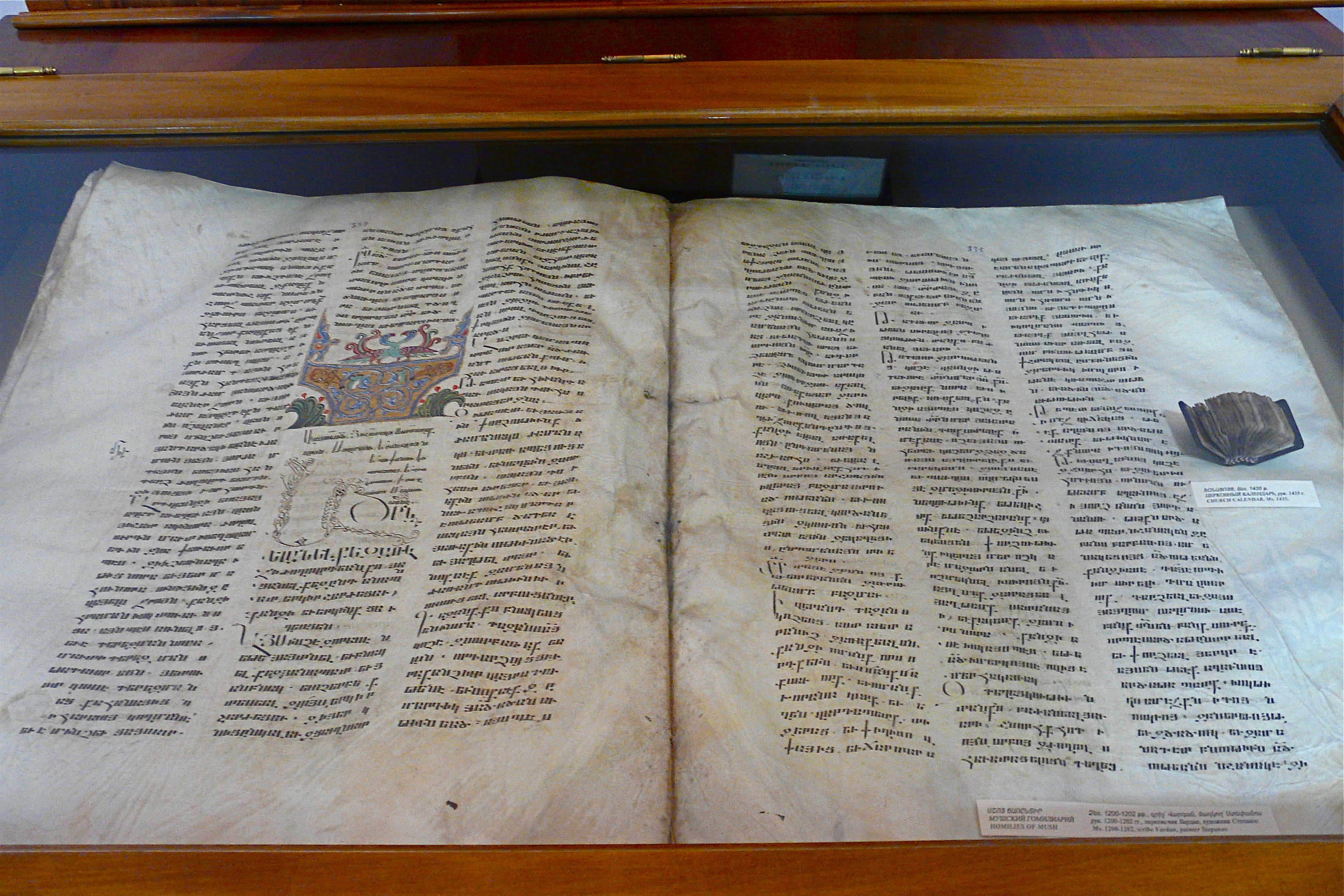
Мушский гомилиарий, 1200-1202 гг.
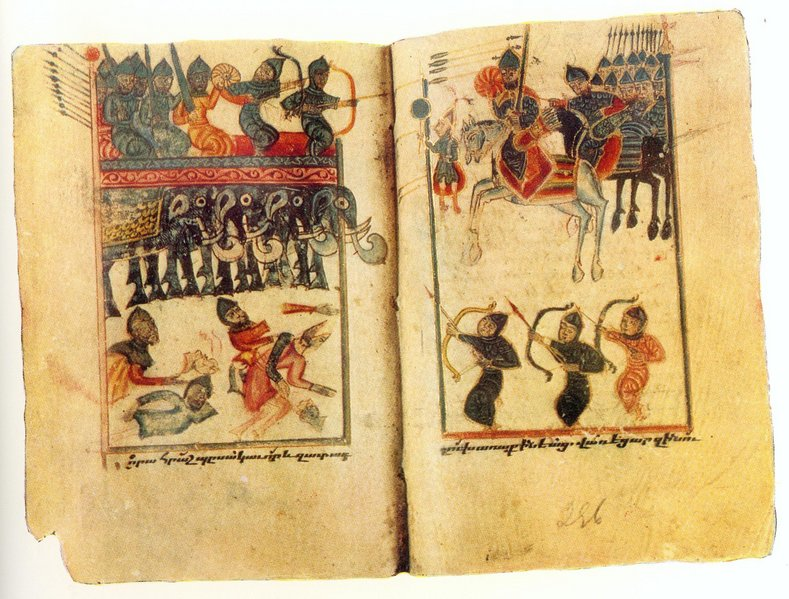
Аварайрская битва. Миниатюра рукописи 1482 г.
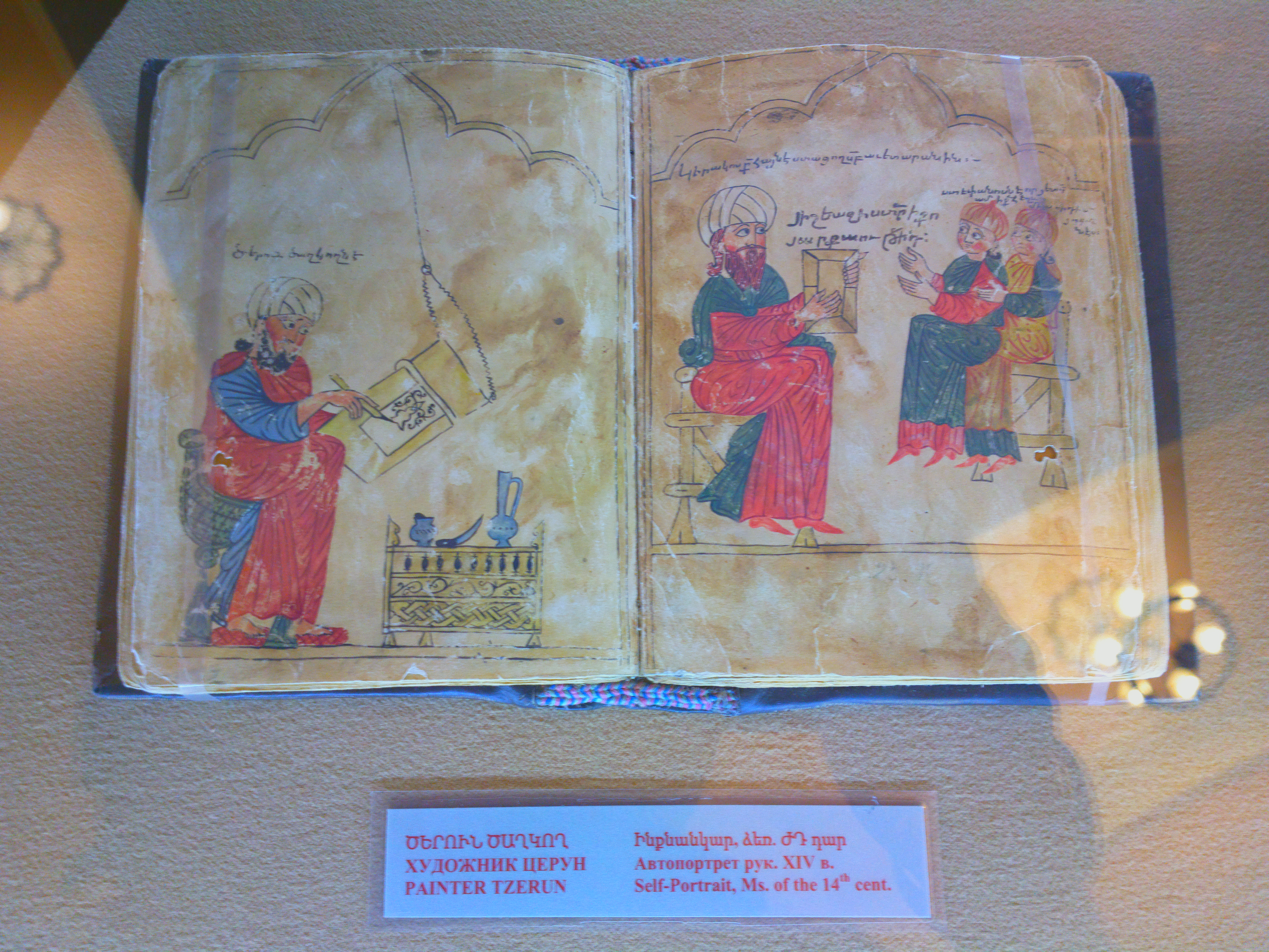
Художник Церун, XIV в.
Гимнарий, Амстердам, 1664-1665
Мхитар Гош. Басни, Баку, 1878

Иноязычные рукописи
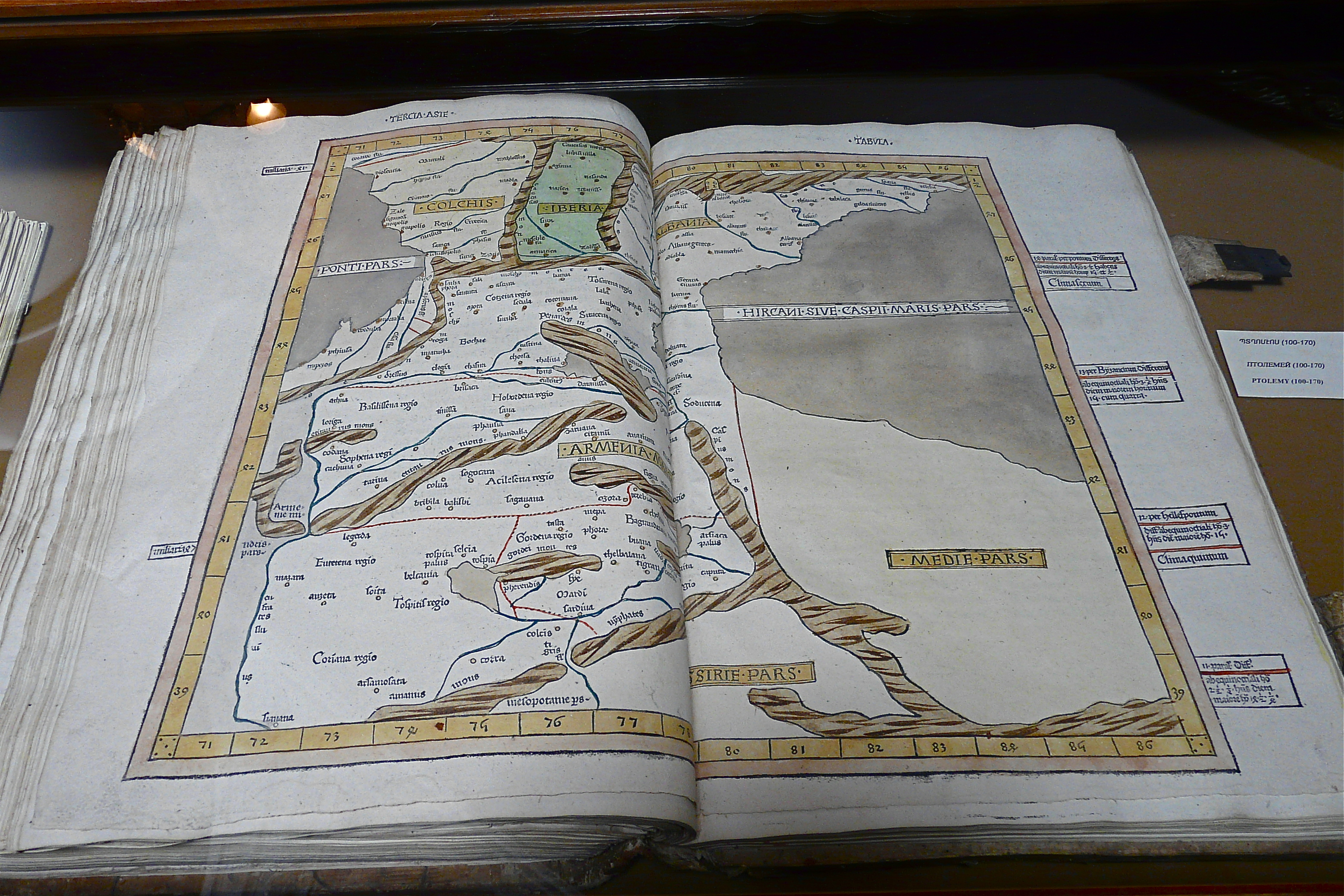
География Птолемея (факсимильная копия)
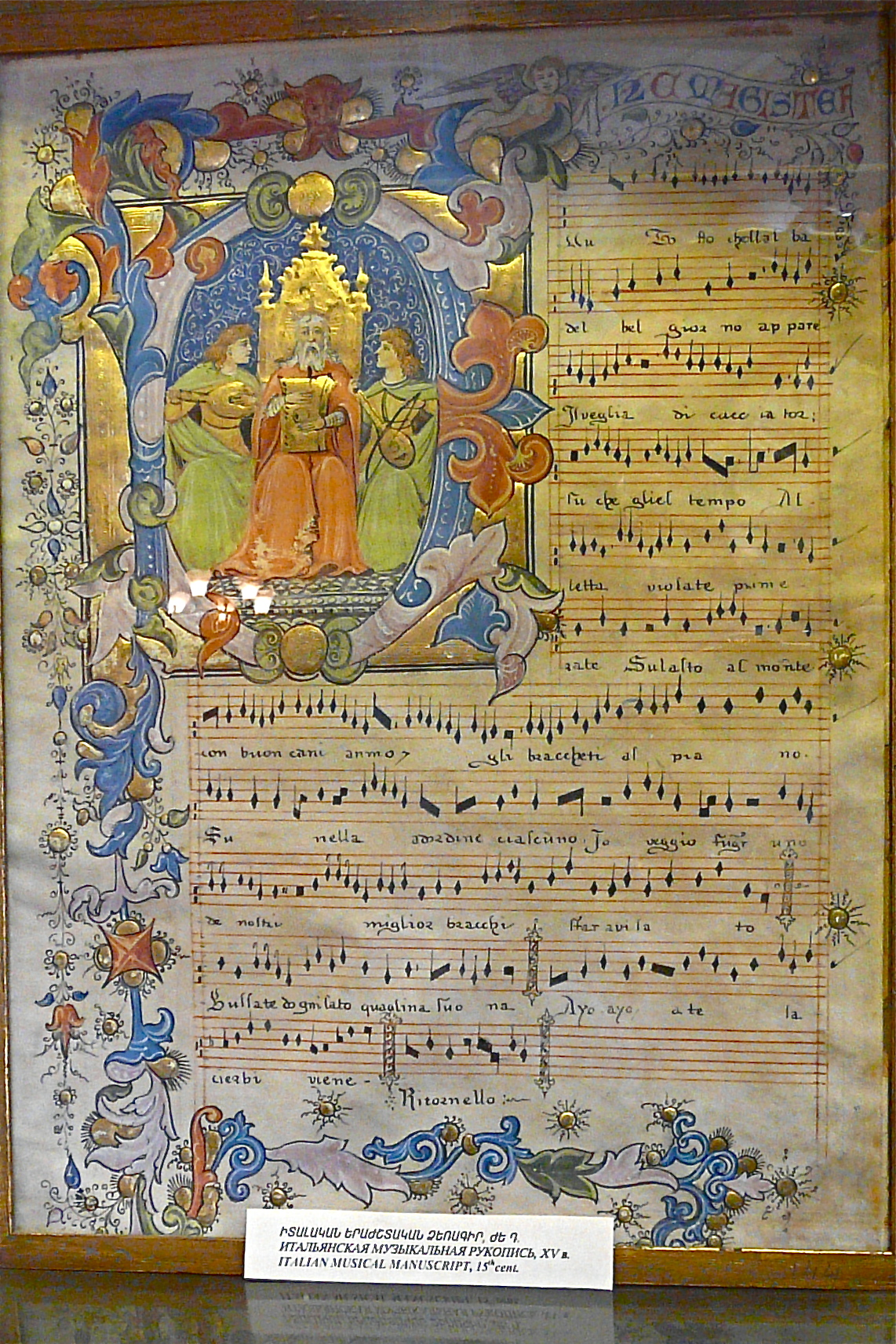
Итальянские ноты, XV век
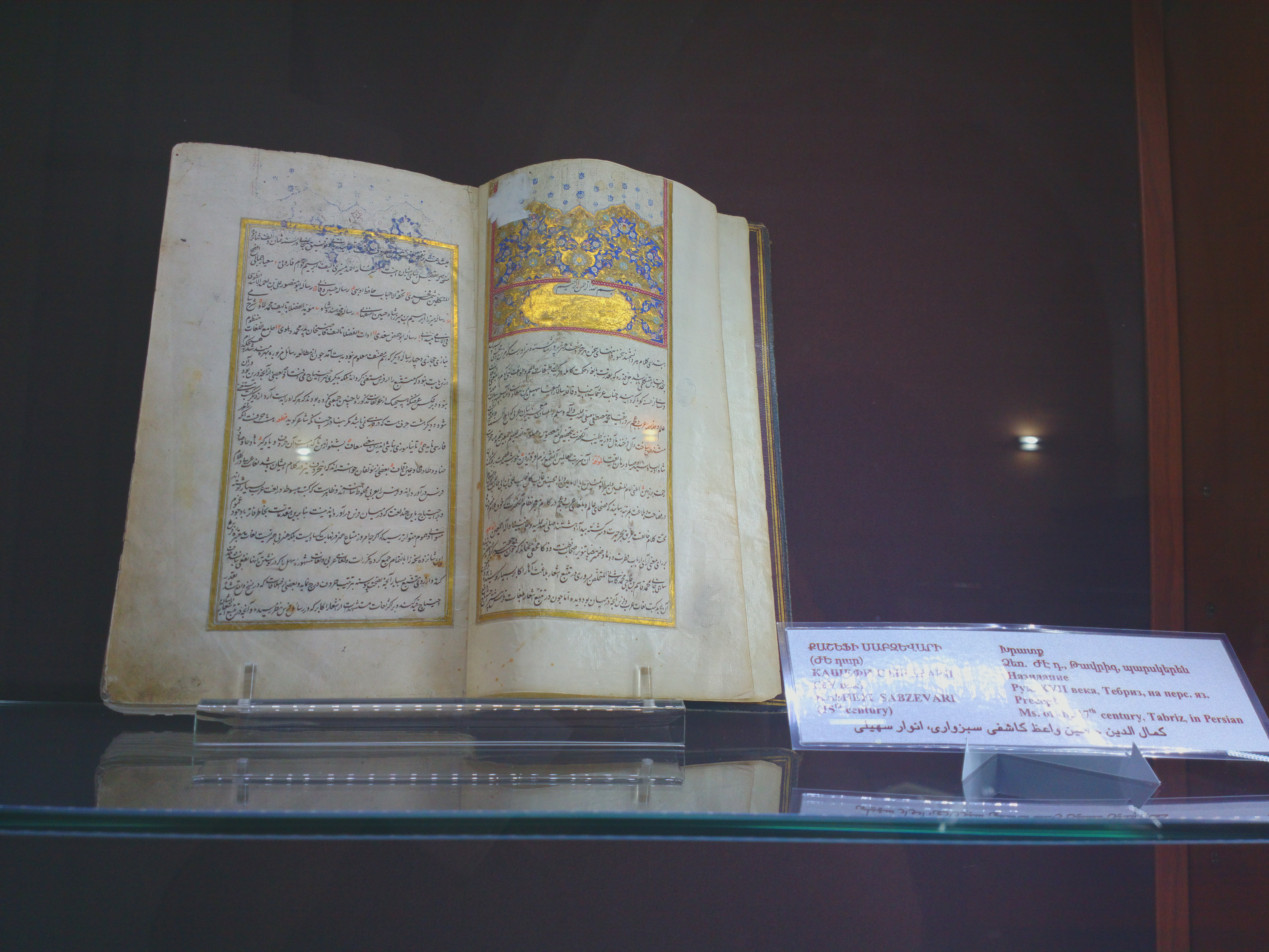
Рукопись Назидание. Тебриз, XVII в.
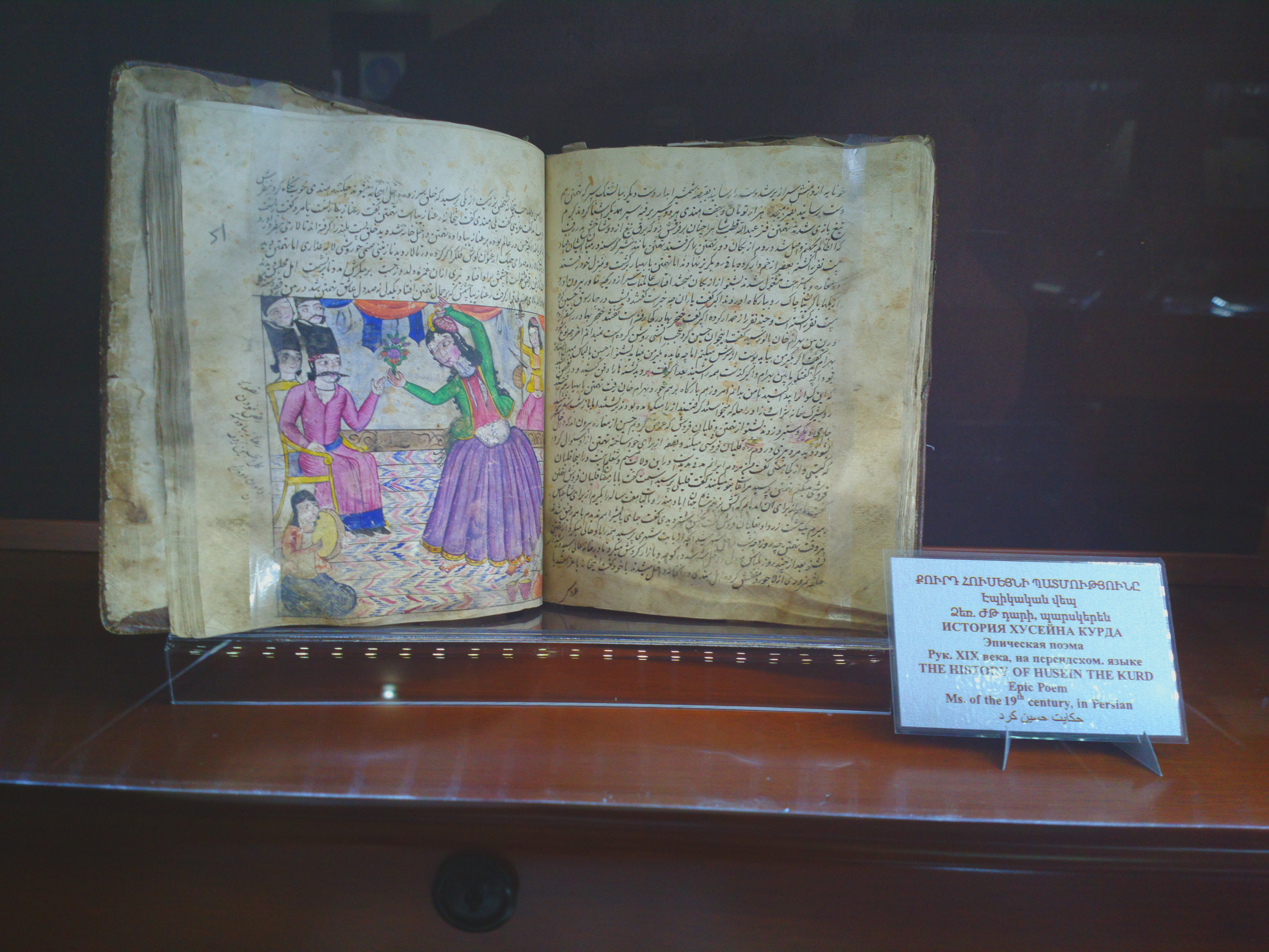
История Хусейна Курда. Эпическая поэма, XIX в.
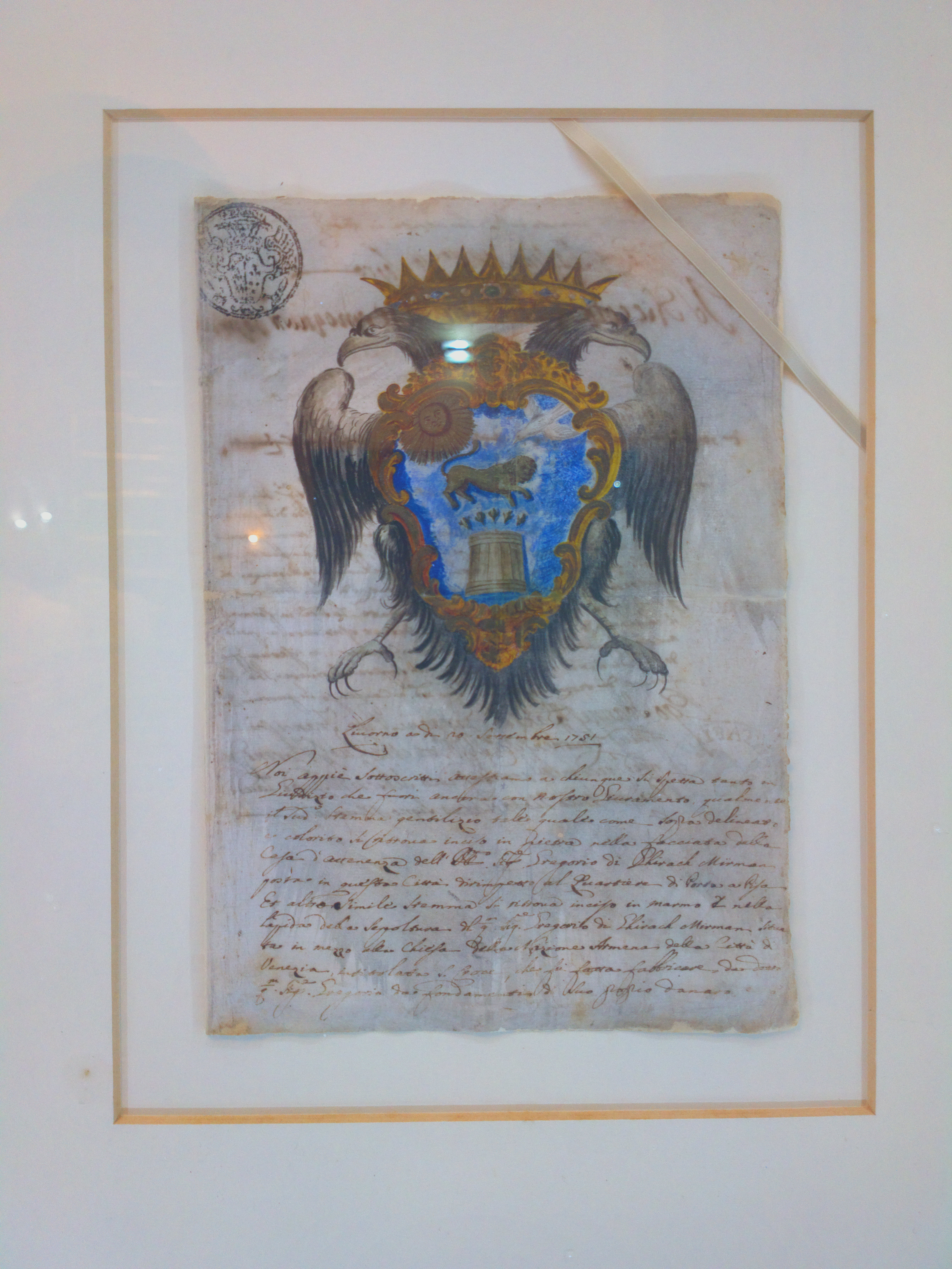

Общие изображения
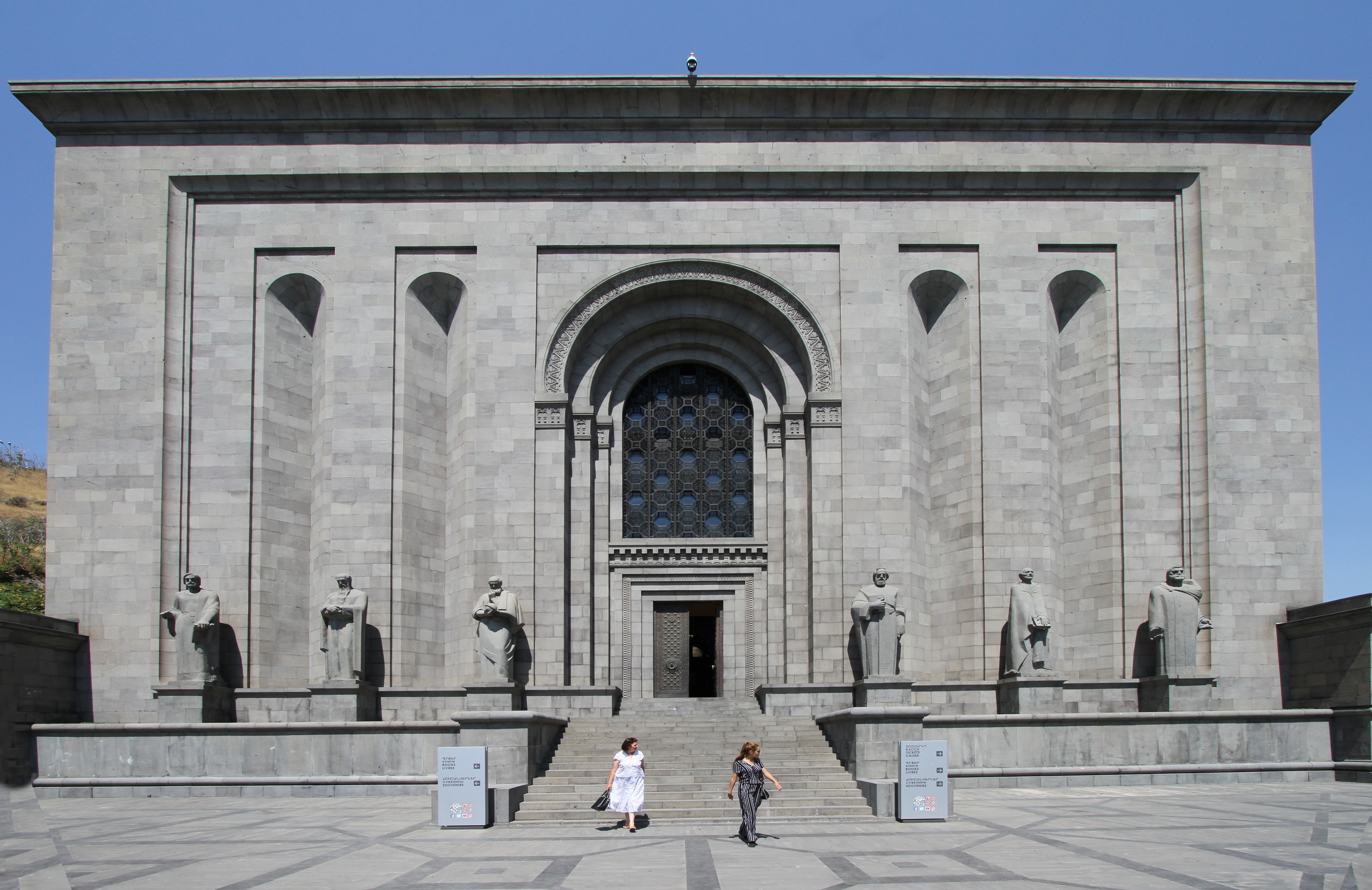
Общий вид основного здания Матенадарана
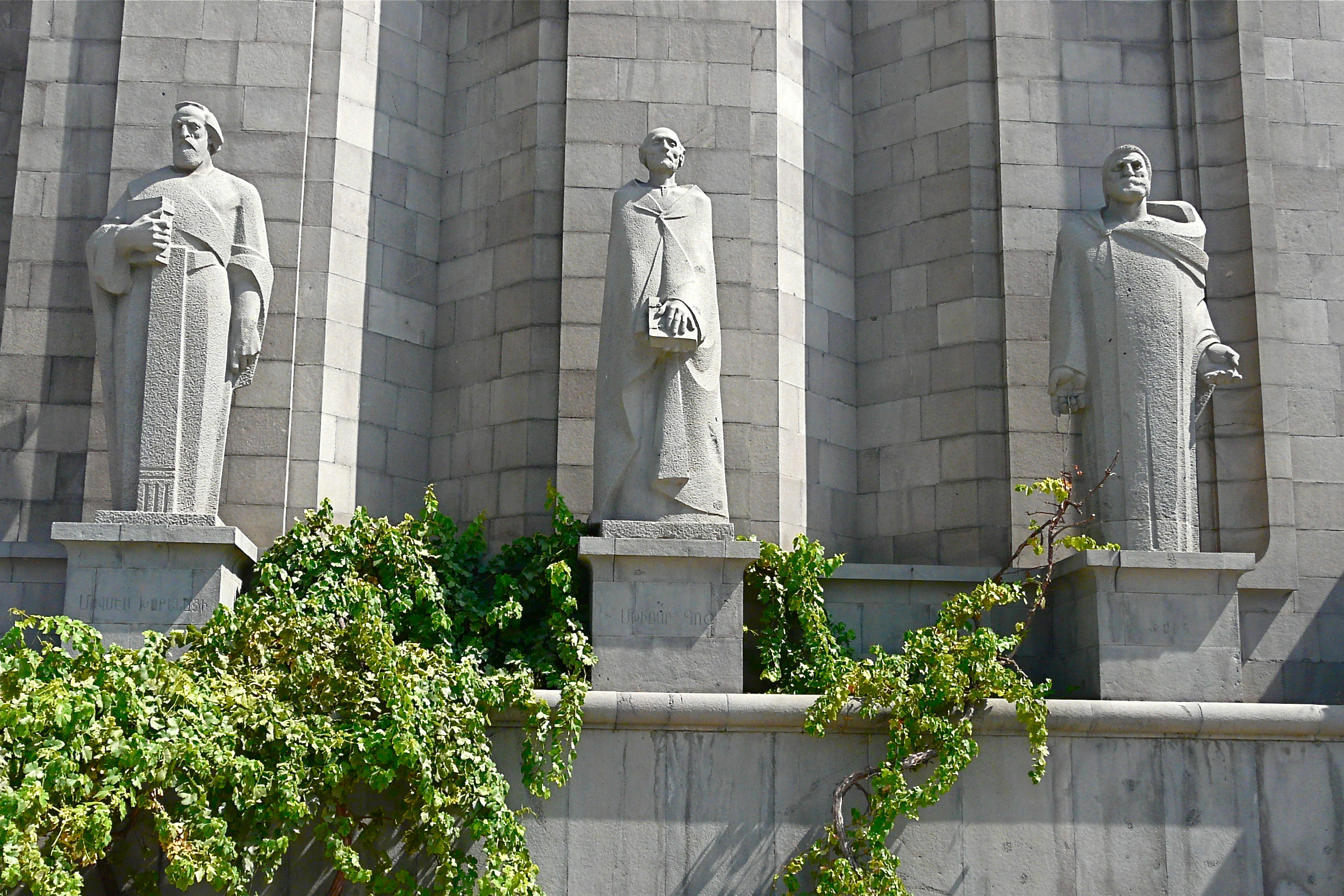
Памятники Мовсесу Хоренаци, Мхитару Гошу и Фрику перед зданием музея
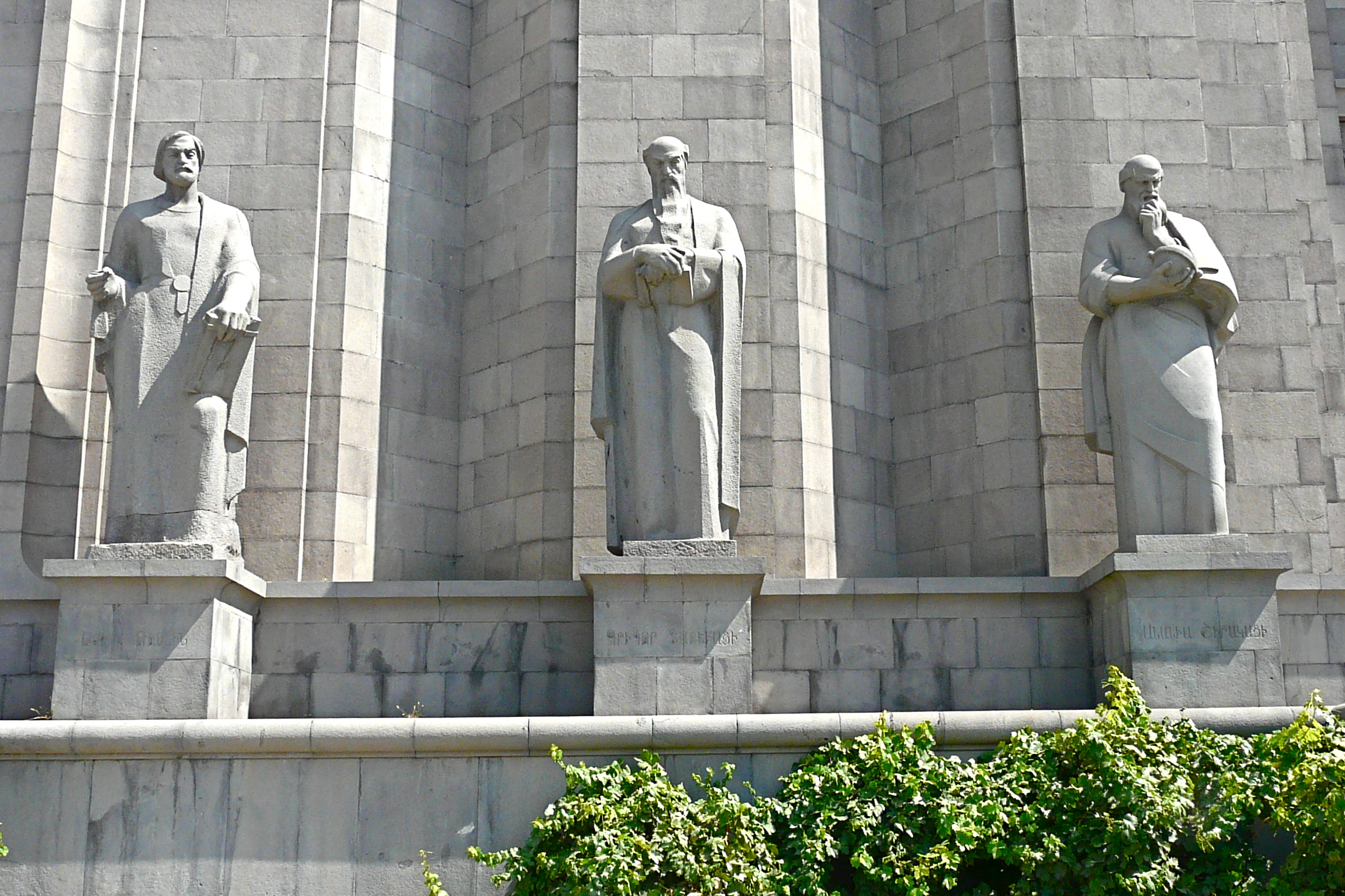
Памятники Торосу Рослину, Григору Татеваци и Анании Ширакаци перед зданием музея
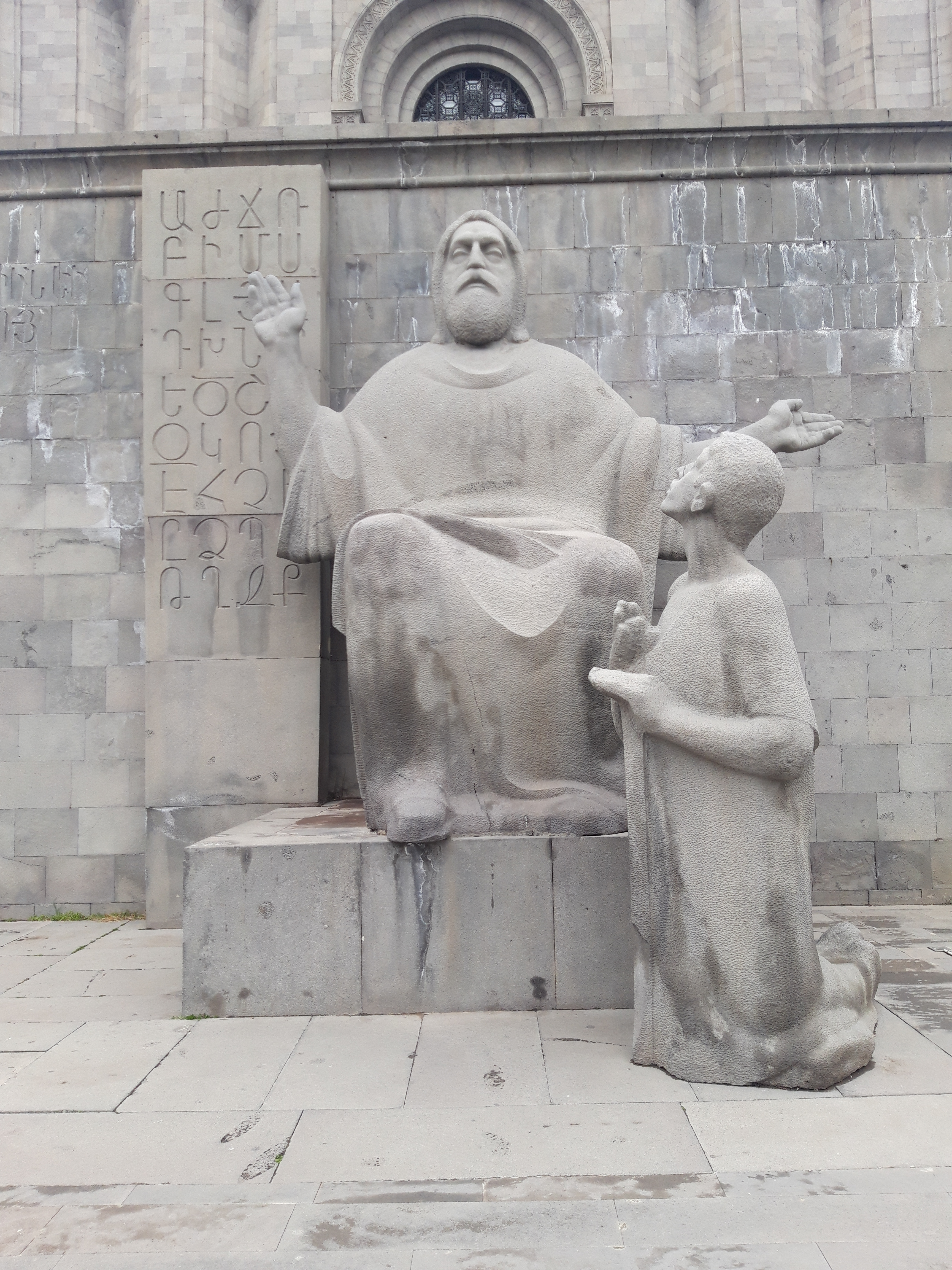
Памятник Месропу Маштоцу
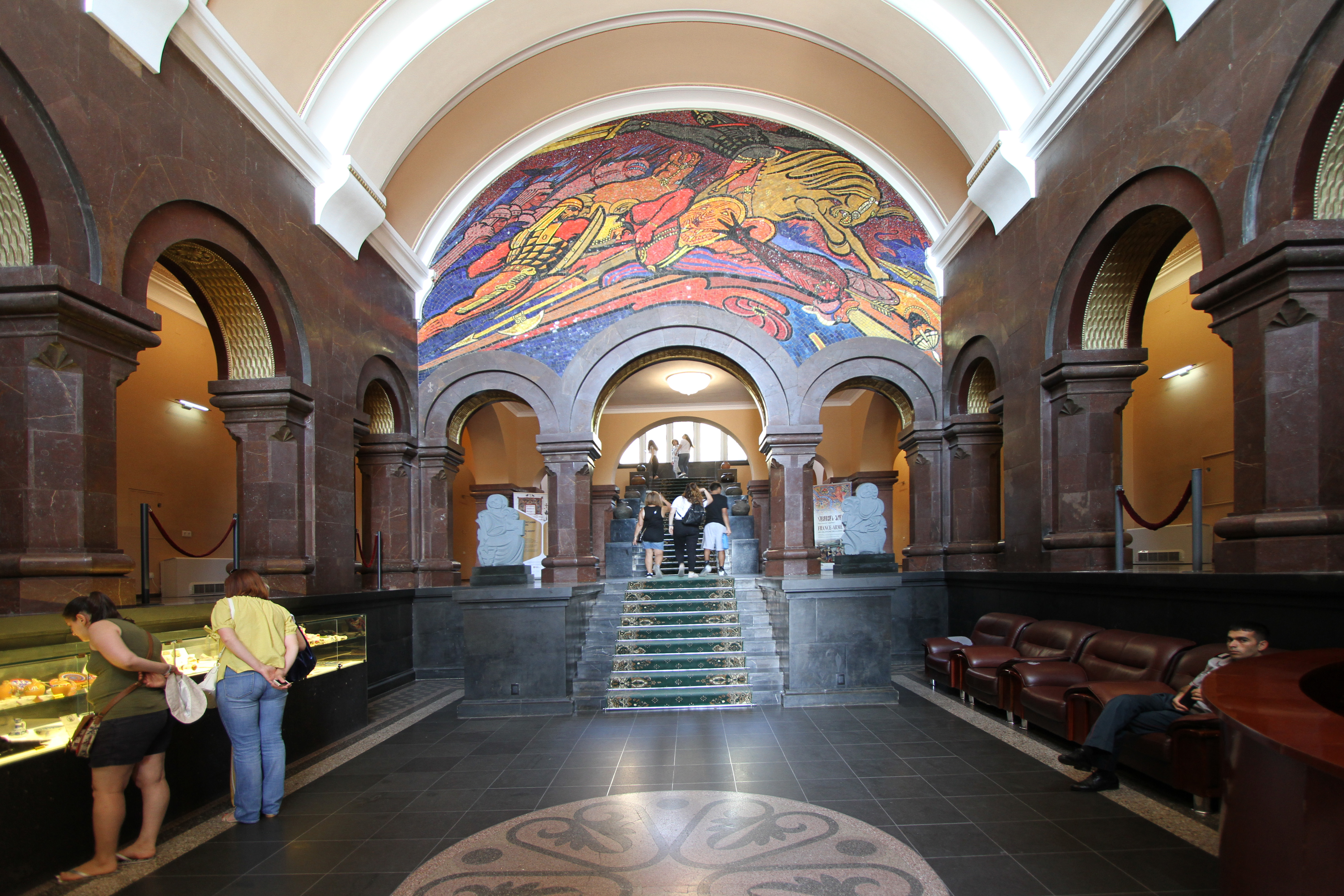
Интерьер Матенадарана
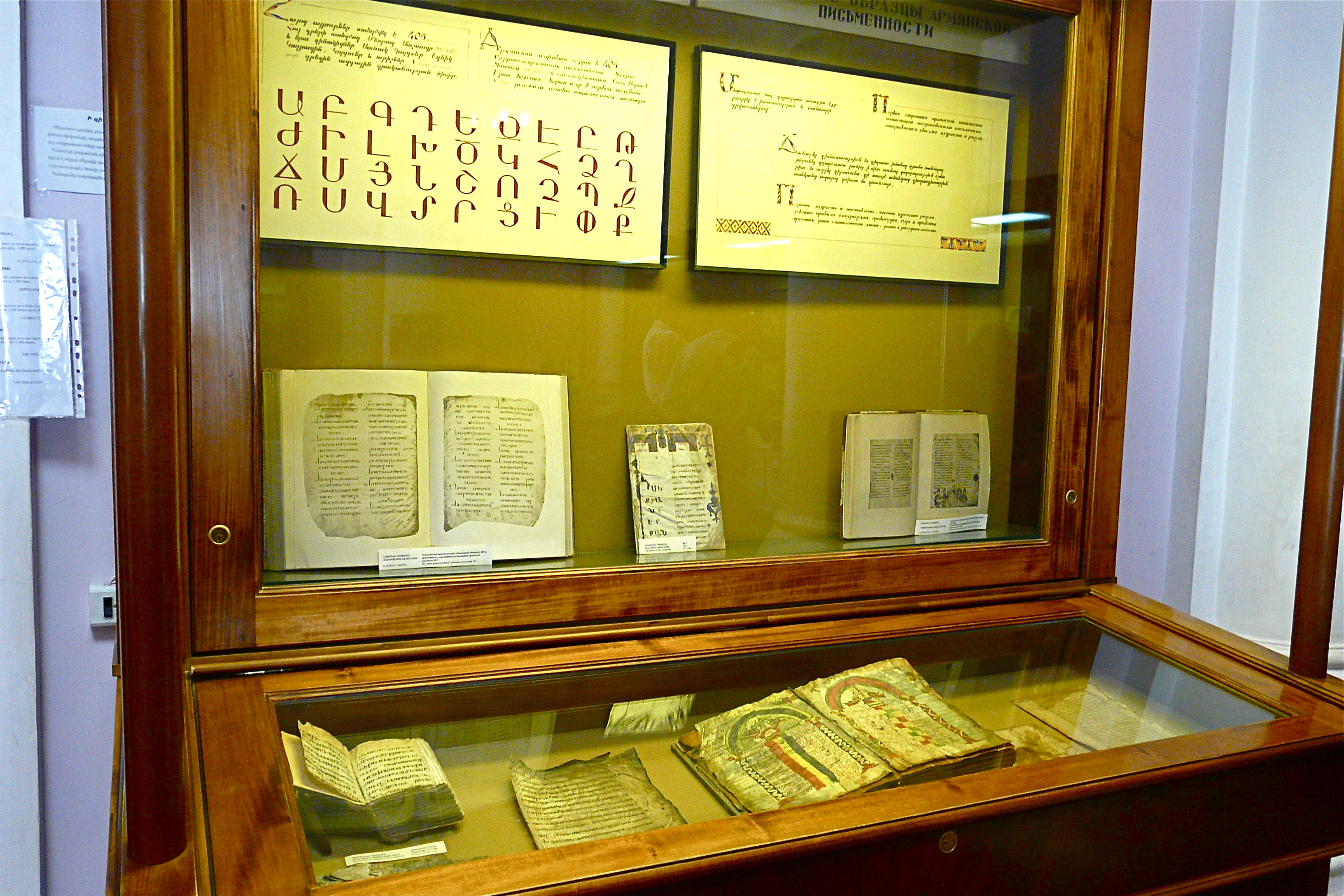
Выставочный зал Матенадарана
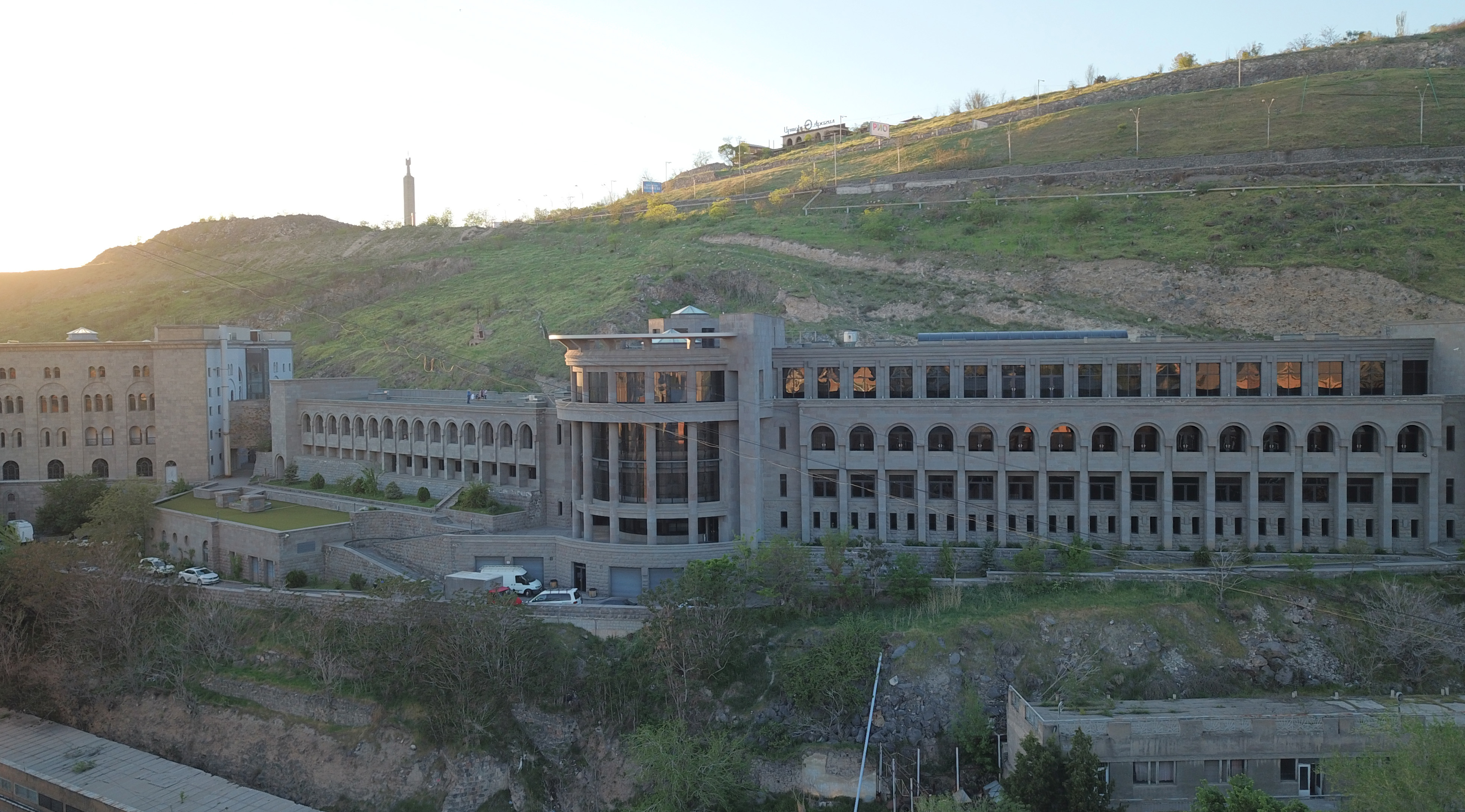
Общий вид нового корпуса Матенадарана

## Матенадаран в нумизматике

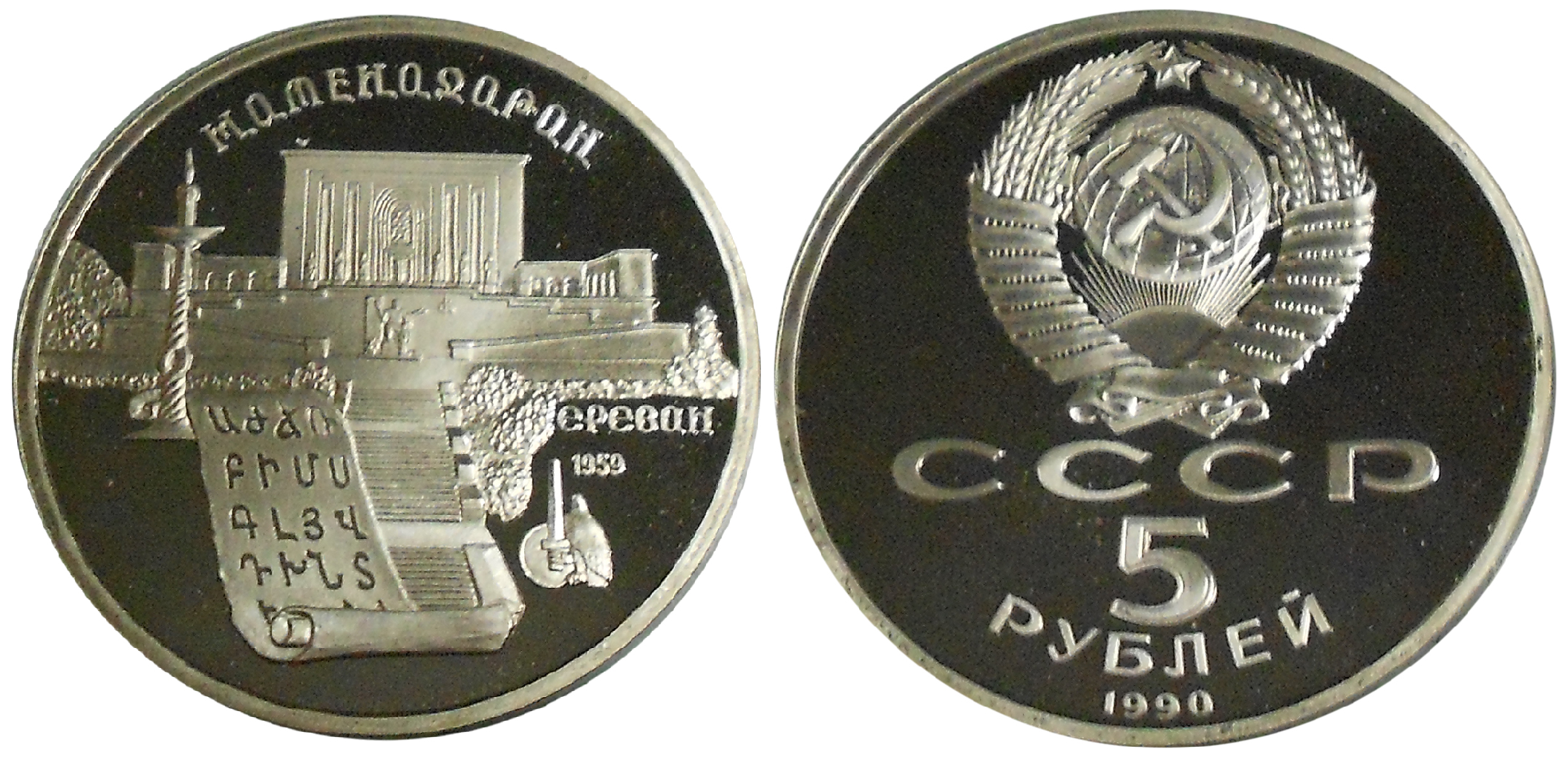
Монета «Матенадаран»

- В 1990 году в СССР выпущена юбилейная монета номиналом 5 рублей.